# 揚庫日亞努鄉 (奧爾特縣)
44°30′N 24°02′E / 44.500°N 24.033°E
揚庫日亞努鄉（羅馬尼亞語：Comuna Iancu Jianu, Olt），是羅馬尼亞的鄉份，位於該國南部，由奧爾特縣負責管轄，面積48平方公里，海拔高度174米，2007年人口4,596，人口密度每平方公里96人。